# Ekstremni biciklizam

## Vrste
- park/street-skatepark
- dirtjump
- brdski biciklizam-downhill
- trail

## Poveznice
- biciklizam